# 大荒山抗日根据地
大荒山抗日根据地，位于中国吉林省珲春市英安乡大荒沟村，为一个省级文物保护单位，类型为近现代史迹及代表性建筑，公布时间为1981年4月20日。该文物保护单位由珲春市文物管理所管理。
大荒山抗日根据地的历史年代为1932-1943年。